# Conus antiquus
Conus antiquus é uma espécie de gastrópode do gênero Conus, pertencente a família Conidae.